# Swing and Soul
| Recensione | Giudizio |
| ---------- | -------- |
| AllMusic   | [ 1 ]    |

Swing and Soul è un album musicale di Lou Donaldson pubblicato dalla Blue Note Records nel 1957.

## Tracce
Lato A
1. Dorothy – 5:24 (Rudy Nichols)
2. I Won't Cry Anymore – 4:22 (Al Frisch, Fritz Wise)
3. Herman's Mambo – 4:54 (Herman Foster)
4. Peck Time – 5:20 (Lou Donaldson)

Lato B
1. There Will Never Be Another You – 5:06 (Mack Gordon, Harry Warren)
2. Groove Junction – 6:18 (Lou Donaldson)
3. Grits and Gravy – 6:17 (Lou Donaldson)

## Musicisti
- Lou Donaldson - sassofono alto
- Herman Foster - pianoforte
- Peck Morrison - contrabbasso
- Dave Bailey - batteria
- Ray Barretto - congas